# Höch Turm
Höch Turm är en bergstopp i Schweiz.   Den ligger i distriktet Bezirk Schwyz och kantonen Schwyz, i den östra delen av landet, 110 km öster om huvudstaden Bern. Toppen på Höch Turm är 2 493 meter över havet.
Terrängen runt Höch Turm är huvudsakligen bergig, men den allra närmaste omgivningen är kuperad. Närmaste större samhälle är Muotathal, 13,9 km väster om Höch Turm. 
Trakten runt Höch Turm består i huvudsak av gräsmarker. Runt Höch Turm är det glesbefolkat, med 8 invånare per kvadratkilometer.